# Saša Papac
Saša Papac (Mostar, 7 febbraio 1980) è un ex calciatore bosniaco con cittadinanza croata, di ruolo difensore.

## Caratteristiche tecniche
Terzino sinistro dotato di una buona velocità individuale e dalle discrete qualità tecniche, possiede un buon tiro dalla lunga distanza, si dimostra abile soprattutto in fase offensiva e negli inserimenti senza palla. All'occorrenza può giocare anche come difensore centrale.

## Carriera

### Club
Professionista dal 2000, debuttò in prima divisione bosniaca con il Široki Brijeg, squadra nella quale si mise in luce di fronte agli osservatori austriaci del Kärnten di Klagenfurt, che nel 2001 lo ingaggiò. In tre stagioni nella squadra di Bundesliga austriaca giocò circa 100 incontri prima di passare, nel 2004, all'Austria Vienna, per altre due stagioni.
Dal 31 agosto 2006 Papac gioca in Scottish Premier League nelle file dei Rangers. L'esordio con la nuova maglia è avvenuto il 17 settembre dello stesso anno, nella partita di campionato contro l'Hibernian, in cui è subentrato a Stevie Smith. Con la società scozzese raccoglie globalmente tra tutte le competizioni in sei stagioni, 209 presenze segnando 6 reti.

### Nazionale

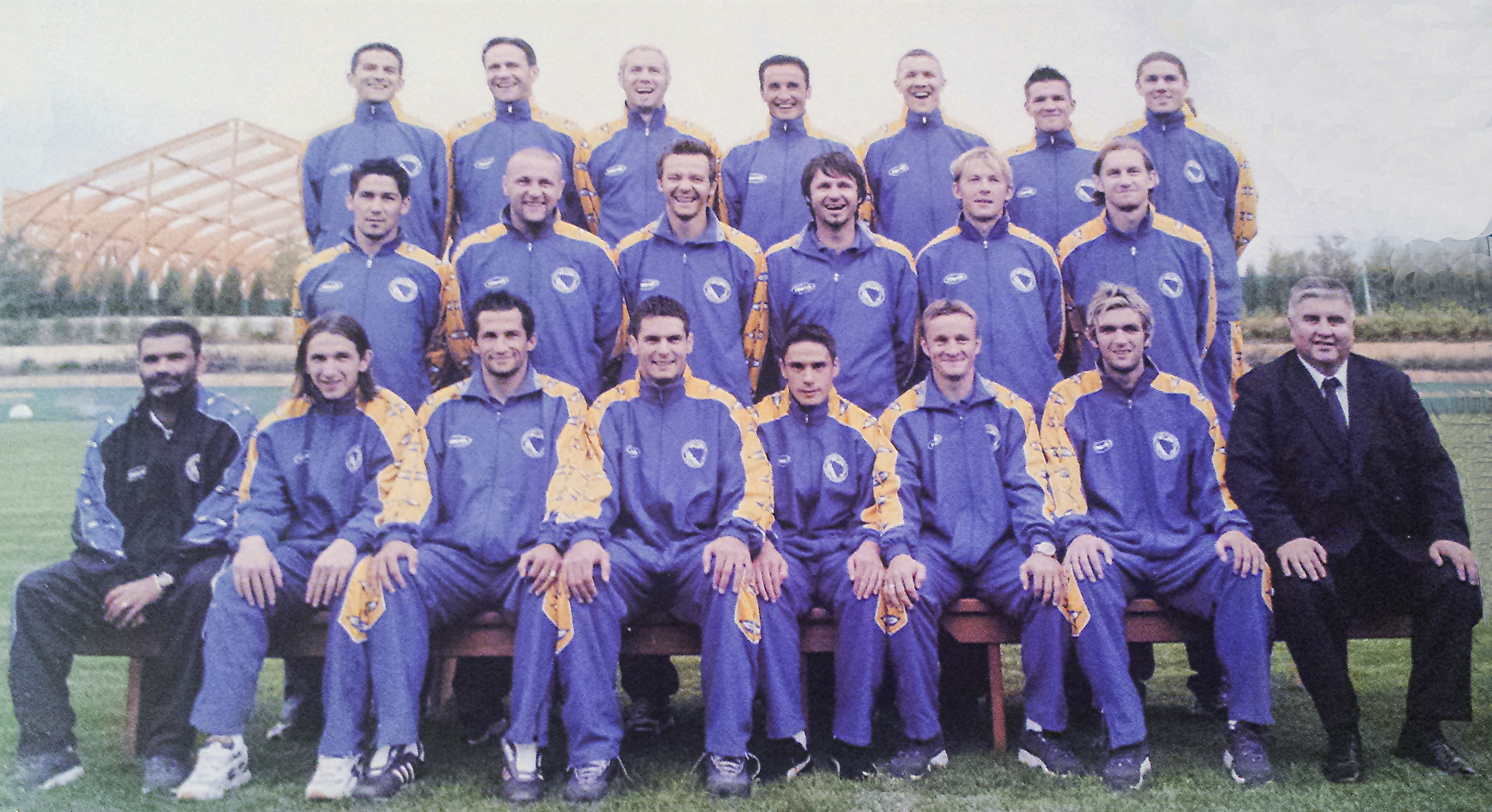
Papac il primo nella seconda fila partendo da destra, in posa con la maglia della nazionale bosniaca nel marzo 2002.

Dopo aver raccolto una presenza nella nazionale Under-20 croata. Tra il 2000 e il 2002 disputa sei presenze con la Bosnia ed Erzegovina under 21. Il 12 gennaio 2001, ha fatto l'esordio con la Bosnia ed Erzegovina nell'amichevole disputata contro il Bangladesh. Nel marzo 2007 ha dichiarato di non voler più rispondere a ulteriori convocazioni, ma con la nomina di Meho Kodro nel gennaio del 2008 ha annunciato il suo ritorno in Nazionale. Dopo le avvenute dimissioni di Kodro ha sempre rifiutato le chiamate del commissario tecnico Miroslav Blažević. Nell'estate 2011 è nuovamente tornato sui propri passi, dichiarandosi convocabile. Tuttavia viene convocato per l'amichevole disputata a Sarajevo del 10 agosto 2011, contro la Grecia (0-0) ma per causa malattia non disputa l'incontro. Il 28 febbraio del 2012 disputa tutti e 90 i minuti, nell'ultima partita disputata con la maglia dei Dragoni in un'amichevole giocata a San Gallo persa per 2-1 contro il Brasile. Papac vanta totalmente in nazionale 40 presenze.

## Palmarès

### Club
- Coppa d'Austria: 2

Austria Vienna: 2004-2005, 2005-2006
- Campionato austriaco: 1

Austria Vienna: 2005-2006
- Coppa di Scozia: 2

Rangers: 2007-2008, 2008-2009
- Campionato scozzese: 3

Rangers: 2008-2009, 2009-2010 2010-2011
- Coppa di Lega scozzese: 3

Rangers: 2007-2008, 2009-2010, 2010-2011